# Monika Peetz
Monika Peetz (født 1963) er en tysk manuskriptforfatter og forfatter.
Hun har skrevet film som Ein Baby zum Verlieben, Noch einmal zwanzig sein, Und weg bist du samt i samarbejde med Christian Jeltsch tv-serierne Die Rebellin og Deckname Luna'. I 2010 udkom hendes første roman Die Dienstagsfrauen, efterfulgt i 2012 af Sieben Tage ohne og i 2013 af Die Dienstagsfrauen zwischen Kraut und Rüben. De tre bøger udkom også som lydbøger og blev filmatiseret.

## Bøger på dansk
- Tirsdagsfruerne (Die Dienstagsfrauen), 2013